# Alan Docking Racing
Alan Docking Racing – brytyjski zespół wyścigowy oraz konstruktor bolidów wyścigowych, założony w 1975 roku przez Australijczyka Alana Dockinga. Siedziba zespoły znajduje się w Silverstone obok toru wyścigowego Silverstone Circuit. W historii startów ekipa pojawiała się w stawce FIA World Endurance Championship, Superleague Forumula, A1 Grand Prix, Europejskiej Formuły 2, Brytyjskiej Formuły 3, British Touring Car Championship, World Sports Car Championship oraz FIA GT3 Championship.
W Formule 2 zespół startował w latach 1979-1982. W pierwszym sezonie Huub Rothengatter uzbierał trzy punkty, które dały mu dziewiętnastą pozycję w klasyfikacji generalnej. Rok później ten sam kierowca wygrał już jeden z wyścigów. Uzbierane 21 punktów dało mu siódme miejsce. W tym samym roku Siegfried Stohr również wygrał jeden wyścig. Był on czwarty w klasyfikacji generalnej. W 1981 roku Stefan Johansson zwyciężył rundę na Hockenheimringu. Z dorobkiem trzydziestu punktów uplasował się na czwartej pozycji w końcowej klasyfikacji kierowców. Kenny Acheson był piętnasty. Rok później jedynie Belg Thierry Tassin zdobywał punkty. 1 punkt dał mu osiemnaste miejsce.

## Starty

### A1 Grand Prix
| Rok       | Bolid      | Kierowcy          | Wyścigi | Wygrane | PP | NO | Pkt | M.Z. |
| --------- | ---------- | ----------------- | ------- | ------- | -- | -- | --- | ---- |
| 2005/2006 | Lola-Zytek | A1 Team Australia | 22      | 0       | 0  | 0  | 51  | 13   |
| 2006/2007 | Lola-Zytek | A1 Team Australia | 22      | 0       | 0  | 0  | 25  | 13   |
| 2007/2008 | Lola-Zytek | A1 Team Australia | 20      | 0       | 0  | 0  | 20  | 17   |
| 2008/2009 | Ferrari    | A1 Team Australia | 14      | 0       | 0  | 1  | 36  | 8    |